# Річард Ліпсі
Р́ічард Л́іпсі (англ. Richard Lipsey), 28 серпня 1928, м. Вікторія, Канада) — канадський академік та економіст. Декілька його підручників перекладено більш ніж на 15 іноземних мов, він написав більше 180 статей та розділів книг з теоретичної та прикладної економіки та політики.
Протягом значної частини своєї кар'єри Річард Ліпсі зосереджував свою роботу на економіці добробуту, особливо на аналізі позитивної економіки. Більша частина наукових досліджень Ліпсі за останні 15 років була присвячена вивченню економічних наслідків технологічних змін.

## Основні твори
- Introduction to Positive Economics, 1963
- The Theory of Customs Unions: A generalequilibrium analysis, 1973
- The Selected Essays of Richard Lipsey, 1997